# Баварская горная гончая
Бава́рская го́рная го́нчая (нем. bayerischer gebirgsschweißhund) — порода охотничьих собак. По классификации МКФ принадлежит к 6 группе (гончие и родственные породы) 2 секции (сворные).

## Внешний вид
Баварская горная гончая — это собака растянутого формата, с удлинённой головой и относительно широким черепом, который имеет куполообразную форму. Хорошо выражен переход ото лба к морде. Морда широкая, немного заострённая. Челюсти сильные. Цвет мочки носа от чёрного до тёмно-коричневого. Нос с широкими ноздрями. Глаза средней величины, овальной формы, с тёмными ве́ками, цвет тёмно- или светло-карий. Уши небольшие, высоко поставленные, кончики закруглённые, свисают без складок. Корпус удлинённый, шея средней длины, с небольшим подвесом, крепкая. Грудь и спина крепкие, довольно длинные. Круп длинный, прямой. Живот подтянут. Конечности относительно короткие, мускулистые, костяк крепкий. Лапы овальной формы, подушечки пигментированы. Хвост средней длины, форма саблевидная, поставлен высоко. Шерсть плотная, короткая, не очень жёсткая, хорошо прилегает к телу. Окрас рыжий со всеми оттенками и тигровый. Иногда на груди возможны небольшие белые пятна. Высота в холке: у кобелей 47—52 см, у сук 44—48 см. Масса тела 20—25 кг.

## Характер и применение
Баварская горная гончая — это смелая и энергичная собака, очень осторожная в лесу, всегда подозревает, что кабан мог зайти сзади и преследовать её. У неё отличное обоняние, что позволяет ей безошибочно преследовать подстреленного зверя.
По характеру баварские горные гончие послушные, спокойные, привязанные к своему хозяину собаки. Для дрессировки это породы собак требуется минимум знаний, очень высокий интеллект и привычка работы в паре с человеком, а не со стаей позволяет ей быстро приспособится к любым условиям проживания. Например с удовольствием приносит разные предметы хозяину. Используются в фристайле - танцы с собаками, аджилити- преодоление полосы препятствий.
Много баварских гончих работают в полиции Италии, Китая, США, поскольку с немецкого переводится как «баварская горная потовая гончая» - ищет пропавших людей, работает в современных соревнованиях по поиску запахов.
Прекрасно приспособлены к жизни в городе, так как их аллюр шаг на поводке. Выносливы к жаре и холоду. Все наследственные заболевания исключаются путем тестов родителей.
Используются в качестве охотничьих собак, которые выискивают добычу по кровяному следу.

## История породы
Предком баварской горной гончей была ганноверская гончая, которая отыскивала добычу по кровяным следам. Однако впоследствии оказалось, что для горной местности ганноверская гончая оказалась неприспособленной — она работала на поводке, и хозяин, двигаясь за своей собакой, мог сорваться с обрыва. В 1870-х ганноверских гончих скрестили с австрийскими и тирольскими гончими. В результате этого скрещивания и появилась горная гончая, которая была способна работать в горных условиях. Порода была признана в 1912 году.

## Здоровье
Во основном порода очень здоровая. Не требует дополнительного грумминга и ухода. 
Все болезни исключаются путем тестирования производителей современными методами.
Возможные болезни: дисплазия тазобедренного сустава, дисплазия локтевого сустава- проверяется рентгеном. С выводом из разведения собак старых немецких линий исчезли или почти исчезли многие проблемы породы.

## Галерея
|                                                                           |  |  |
| Слева направо: 1 — общий вид собаки; 2 — морда крупным планом; 3 — хвост. |  |  |